# 哭增二
摩羯座44，又名BD-15 6046，HD 206561、SAO 164600、HR 8295，是摩羯座的一颗恒星，视星等为5.88，位于銀經39.32，銀緯-44.45，其B1900.0坐标为赤經21h 37m 37.1s，赤緯-14° -44.45′ 25″。